# Girolamo Santacroce
Pour les articles homonymes, voir Santacroce.
Girolamo Santacroce est un sculpteur italien de la Renaissance, qui a été actif au XVIe siècle à Venise et dans sa région.

## Biographie
Girolamo Santacroce a été l'élève de Giovanni Bellini.

## Œuvres

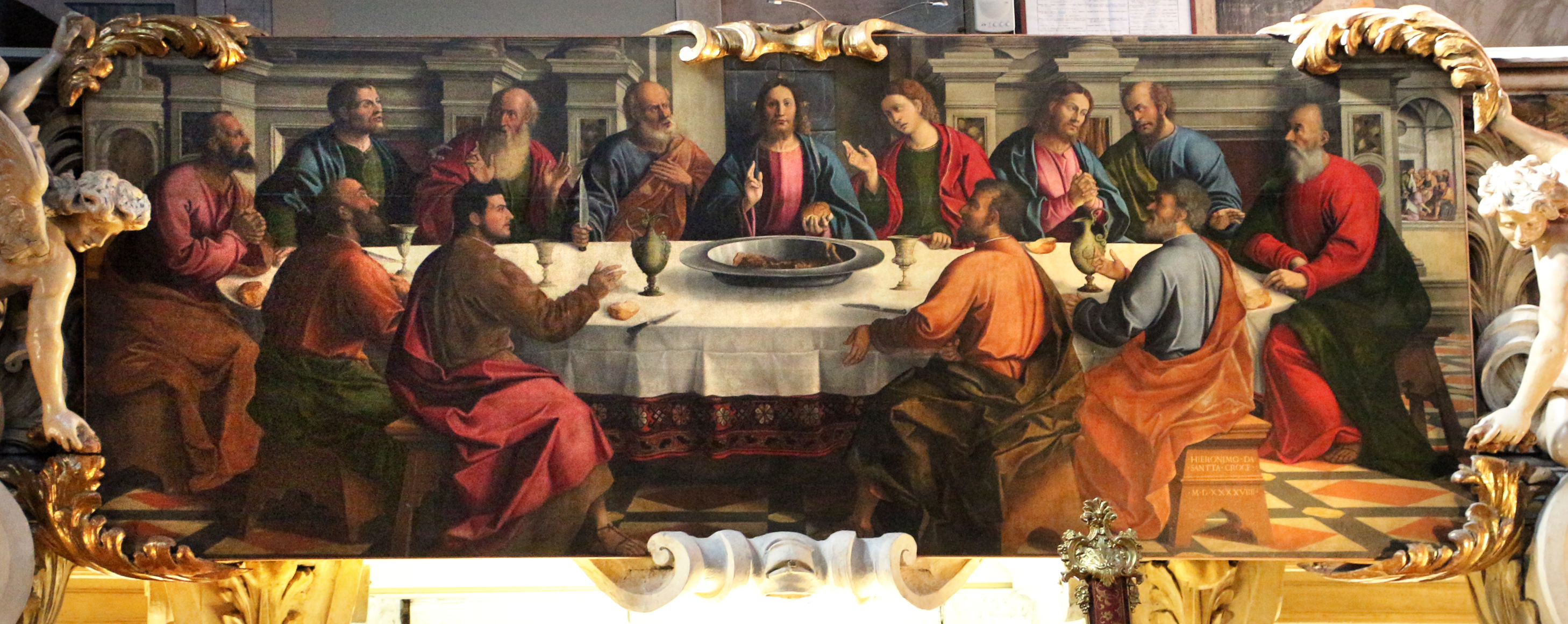
La Cène, œuvre dans l'église San Martino de Castello.